# Watain
Watain est un groupe de black metal suédois, originaire d'Uppsala. Formé en 1998, le nom du groupe s'inspire d'un enregistrement du groupe de black metal américain Von,,.

## Biographie

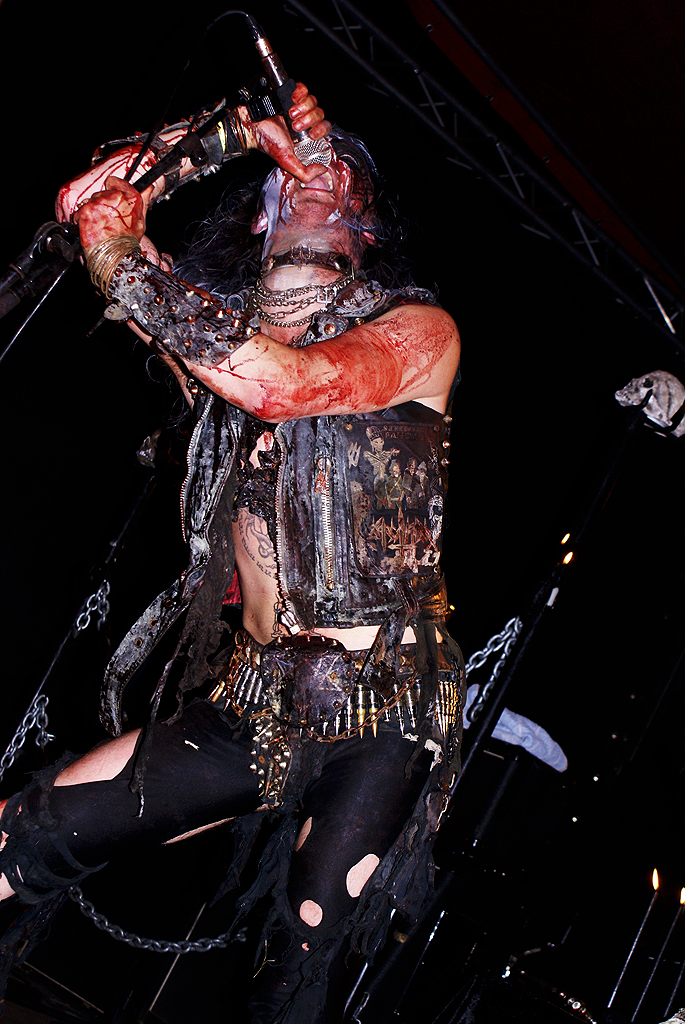
Watain sur scène en 2007.

Watain est formé en 1998,,. Ils publient leur démo Go Fuck Your Jewish "God" en 1998 et leur live tape Black Metal Sacrifice en 1999, qui ne sera pas réédité. En octobre 1999, le groupe publie l'EP The Essence of Black Purity au label Grim Rune Productions, qu'ils considèrent comme leur première publication officielle et jouent sur scène aux côtés de Malign et Dark Funeral lors d'un concert organisé par Watain et Grim Rune Productions,.
Le premier album de Watain, Rabid Death's Curse, est publié aux labels End All Life Productions et Drakkar Productions en 2000, suivi par un split EP avec Diabolicum publié par Spikekult Records. Un split LP avec Malign est annoncé pour le début des années 2000 chez Grim Rune Productions avant l'enregistrement du deuxième album de Watain, Casus Luciferi, mais il ne sera jamais publié. Watain tourne en Europe avec Unpure au début de 2002. En 2003, ils entrent de nouveau en studio pour l'enregistrement de leur album studio, Casus Luciferi, dont les paroles sont écrites par Necromorbus de Funeral Mist (qui produira leurs albums depuis The Essence of Black Purity et jouera de la basse sur scène pour eux), MkM d'Antaeus et Scorn de Katharsis. Ils enchainent avec The Stellar Descension Infernal Tour en Europe, avec Secrets of the Moon et Averse Sefira. Ils jouent aussi dans 18 pays avec Dissection à la tournée Rebirth of Dissection en 2004. Le membre de Dissection Set Teitan soutient Watain en Russie en 2005 lors de l'absence du bassiste Whorth, et devient ensuite membre live officiel du groupe.
En 2006, les membres du groupe font un salut nazi et portent un t-shirt du groupe NSBM Absurd après leur apparition au Party San Open Air, un événement qui leur vaudra d'être accusés de nazis. Concernant cet incident, Erik Danielsson donne à Metal.de une réponse évasive, mais partage son point de vue concernant le NSBM que lui et son groupe considèrent comme une blague : « le NSBM n'est qu'une blague, une approche désespérée de gars qui sont incapables de faire la différence entre la perversion et la folie du black metal. Ils croient qu'ils sont extrêmes [...] Ce monde est pourri ! le black metal n'a rien à voir avec le monde qu'on connait. » Leur troisième album, Sworn to the Dark, est publié en Europe le 21 février 2007, et le groupe tourne en Europe avec Celtic Frost, Kreator et Legion of the Damned. En 2008, ils jouent leur premier concert en Amérique du Nord avec Withered et Book of Black Earth. Eclipse Eternal et Kronosfear se joignent également à eux.
En 2010, Watain publie un single, Reaping Death, en deux formats. Il est suivi par l'album Lawless Darkness, publié le 7 juin 2010. En 2012, Watain joue au Wacken Open Air. Leur cinquième album, The Wild Hunt, est publié les 19 et 20 août 2013 en Europe et aux États-Unis, respectivement. L'album est suivi par une tournée internationale qui commence à Uppsala le 24 août. En janvier 2015, Watain, Mayhem, et Revenge prennent part à la tournée Black Metal Warfare aux États-Unis. Mayhem et Watain reviennent en tournée aux États-Unis en novembre 2015 avec Rotting Christ pour la « deuxième partie » du concert précédent.

## Style musical et idéologie
Depuis sa création, Watain est souvent comparé à Dissection, ou considéré comme influencé par Ofermod. Erik Danielsson confirme que « Watain et Dissection sont évidemment des groupes qui ont beaucoup de choses en commun, musicalement et spirituellement. » Les groupes ayant influencé Watain incluent Bathory, les anciennes chansons de Mayhem,,, Mercyful Fate,, Death SS, Samael et Necrovore.

## Membres

### Membres actuels
- Erik Danielsson - chant, basse
- Pelle Forsberg - guitare
- Håkan Jonsson - batterie
- Davide Totaro (alias Set Teitan) guitare pendant les concerts, anciennement bassiste de studio
- Alvaro Lillo - basse pendant les concerts

### Anciens membres
- Davide Totaro (alias Set Teitan) guitare pendant les concerts, anciennement bassiste de studio (2007 - 2018)
- C. Blom - guitare (1998-2000)
- Tore Stjerna (alias Necromorbus) - basse (2000-2002)
- Jonas « Y. » Lindskog (alias Whorth et Mörkkh) - basse
- John « Doe » Sjölin - guitare pendant les concerts
- Selim « SL » Lemouchi - guitare sur certains concerts

## Discographie

### Albums studio
- 2000 : Rabid Death's Curse
- 2003 : Casus Luciferi
- 2007 : Sworn to the Dark
- 2010 : Lawless Darkness
- 2013 : The Wild Hunt
- 2018 : Trident Wolf Eclipse
- 2022 : The Agony and Ecstasy of Watain

### Démos, EP et lives
- 1998 : Go Fuck Your Jewish "God" - Démo, 1998
- 1999 : The Essence of Black Purity - EP, 1999
- 1999 : Black Metal Sacrifice - Album live, 1999
- 2000 : Rabid Death's Curse - Démo, 2000
- 2000 : The Ritual Macabre - Album live, 2000
- 2001 : The Misanthropic Ceremonies - Split, 2001
- 2002 : Promo 2002 - Démo, 2002
- 2002 :  Puzzlez ov Flesh - Démo, 2002